# Perudo
Perudo est un jeu de dés créé par l'auteur de jeux de société américain Richard Borg et initialement publié en 1993 par TSR. Ce jeu reprend le principe d'un jeu traditionnel chilien, le Dudo, lui-même proche du poker menteur.

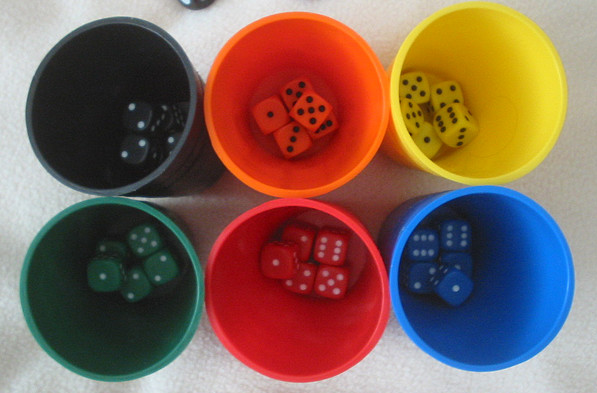
Gobelets et dés.

Chaque joueur a besoin pour ce jeu d'un gobelet de cinq dés à six faces presque normaux (seul le 1 a une illustration différente). La boîte du jeu contient six gobelets de couleurs différentes, et six fois cinq dés assortis. On peut donc en théorie avoir entre 2 et 6 joueurs. Néanmoins, la banalité du matériel fait que l'on peut rajouter des joueurs, la seule contrainte étant d'avoir des gobelets opaques. Cependant, le risque est d'allonger la partie.

## Principe

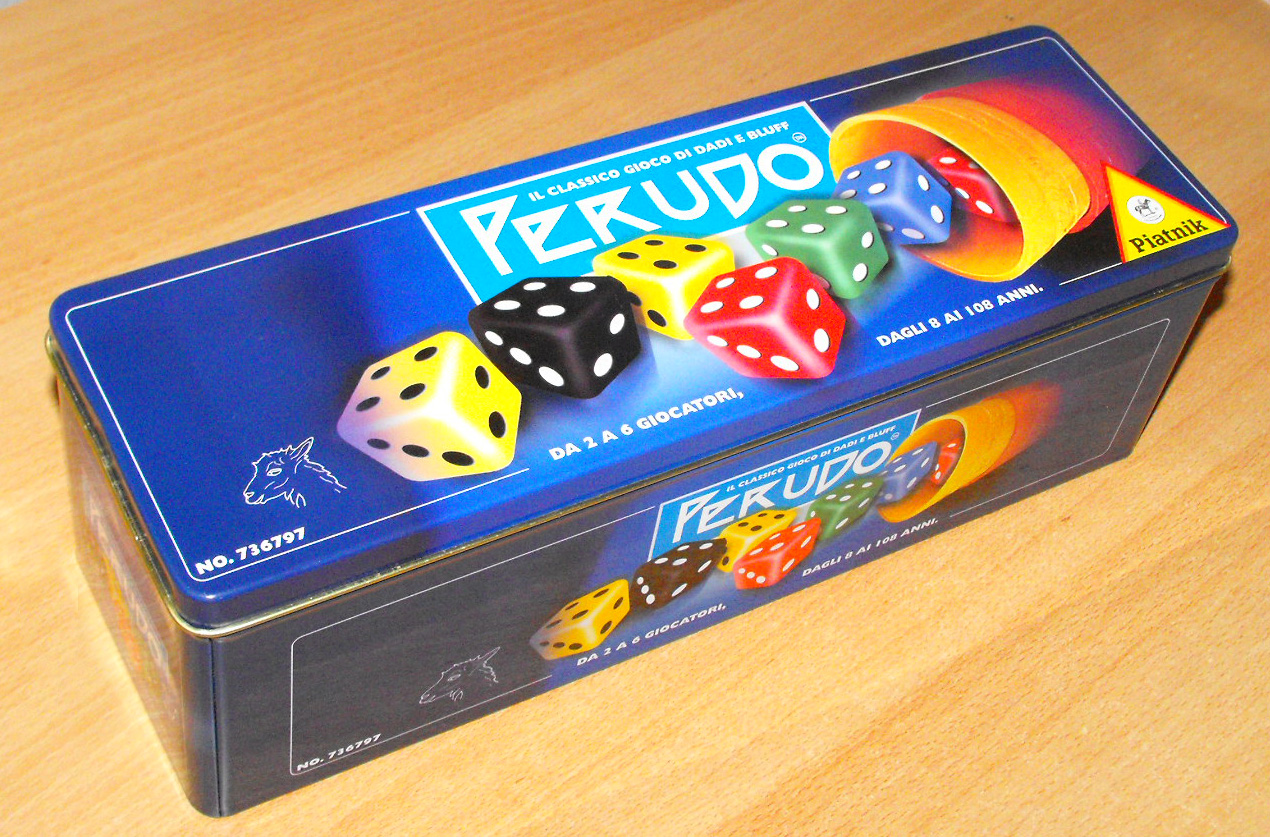
Boîte de jeu Perudo.

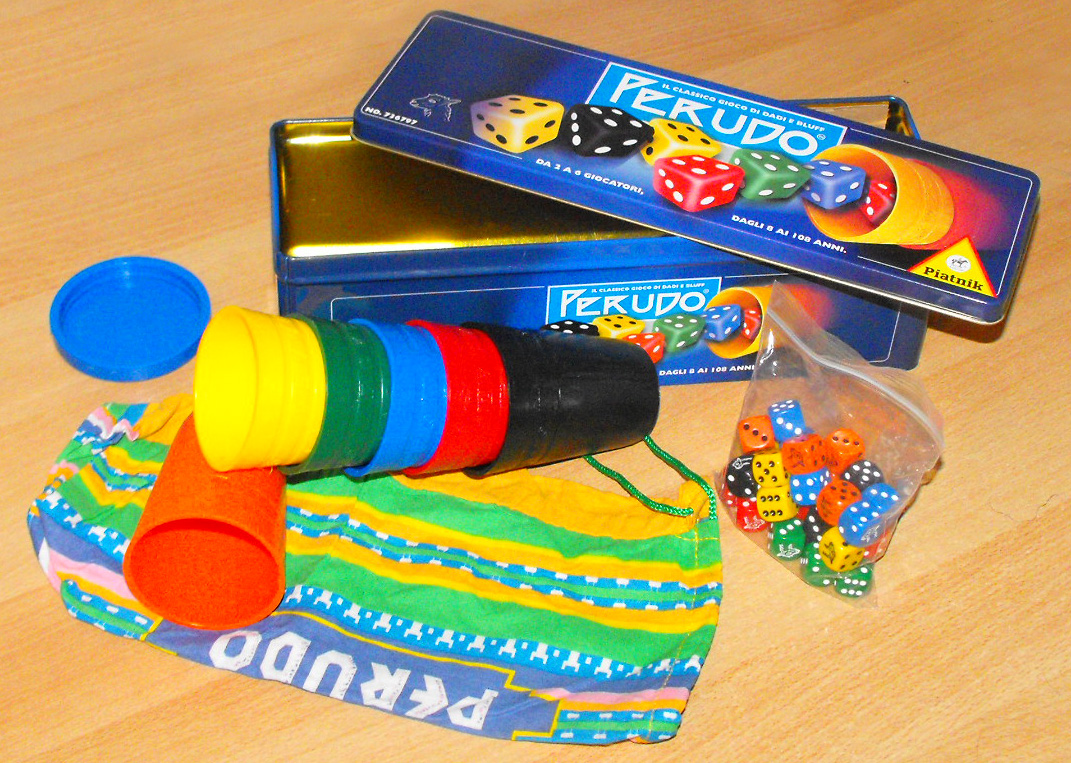
Contenu de la boîte.

Chaque joueur jette des dés et ignore les résultats des autres joueurs. Le principe est que le joueur, ne connaissant que ses propres dés, doit faire des paris sur le nombre de dés au total ayant une certaine valeur. Ce jeu fait donc appel à des statistiques rudimentaires (sur 30 dés, la valeur six apparaît en moyenne cinq fois), modifiées par ce qu'on sait de son propre gobelet (Si j'ai moi-même 5 dés de valeur six, j'augmente le nombre de six statistiquement probables au total), et par ce que les autres joueurs ont parié (si, voyant mes 5 six, je parie sur 9 six au total, et que le joueur suivant a aussi de nombreux six, il pourra imaginer qu'il y en a encore plus que ce qu'il avait pensé au départ). Une bonne dose de bluff est également nécessaire pour tromper ses adversaires (et si je reprends la situation précédente sauf que je n'ai aucun six ? J'annonce quand même 9 six pour faire croire que, et mon adversaire va sûrement se tromper).

## Règle du jeu
Chaque joueur a un certain nombre de dés à lancer. Ces dés sont des dés à six faces normaux, excepté le 1, qu'on appelle Paco, et qui est une sorte de joker : il a toutes les autres valeurs à la fois. Ainsi, par exemple, si on a sur cinq dés Paco-deux-trois-cinq-cinq, on comptera 2 deux (le vrai et le Paco), 2 trois(le vrai et le Paco), 1 quatre (le Paco), 3 cinq (le Paco et les deux vrais), ou 1 six (le Paco).
Les enchères sur les faces des dés sont toujours au moins. Si on parie sur 5 six, il faut qu'il y ait au moins 5 dés de valeur six pour que l'enchère soit correcte.

### Début
On tire d'abord aux dés qui va commencer. Chaque joueur prend ensuite possession d'un gobelet de cinq dés, puis secoue le gobelet et le pose à l'envers, de manière que les dés aient des valeurs aléatoires et restent sous le gobelet, donc invisibles (les gobelets sont opaques). Chaque joueur peut alors regarder sous son gobelet et uniquement le sien. Chaque joueur à tour de rôle, dans le sens des aiguilles d'une montre va pouvoir faire des enchères sur le nombre de dés d'une certaine valeur.

### Déroulement d'une manche
Le premier joueur fait une enchère. Celle-ci ne doit pas porter sur le nombre de Pacos.
Le suivant peut :
- Surenchérir
  - en pariant plus de dés : sur 7 cinq, surenchérir à 9 cinq par exemple ;
  - en pariant une plus grande valeur : sur 7 cinq, surenchérir à 7 six par exemple ;
  - en pariant le nombre de Pacos. Les Pacos étant statistiquement deux fois moins nombreux que les faces normales (Pacos inclus), on peut diviser par deux le nombre de dés pariés : sur 7 cinq, surenchérir à 4 Pacos par exemple (7/2=3,5 donc 4 Pacos) ;
  - pour revenir d'une enchère sur les Pacos à une enchère normale, il faut multiplier par deux et ajouter un : sur 4 Pacos, surenchérir à 9 deux par exemple (4x2=8, et on ajoute 1).
- Considérer que l'enchère est erronée (il y a moins de dés en réalité que le nombre annoncé). Dans ce cas il dit Dudo (prononcer Doudo) et tout le monde révèle ses dés. Si l'enchère était juste, le joueur qui a douté perd un dé, sinon c'est celui qui a fait l'enchère erronée qui en perd un.

### Poursuite du jeu
Le nombre de dés pariés augmentant, il viendra fatalement un moment où l'enchère sera trop haute et où quelqu'un dira Dudo. Quelqu'un finira donc par perdre un dé. Commence alors une autre manche. Chacun relance ses dés et celui qui vient de perdre un dé recommence les enchères. Si celui qui vient de perdre un dé a perdu son dernier dé, il a perdu, et c'est le joueur suivant, dans le sens des aiguilles d'une montre, qui démarre.

### Fin du jeu
Le jeu se termine quand tous les joueurs, sauf un (le vainqueur), ont perdu tous leurs dés.

### Palifico
Le Palifico est un tour de jeu particulier, qui se produit quand un joueur vient de perdre son avant-dernier dé (il n'en a plus qu'un seul). Les règles sont alors modifiées pour cette manche-là uniquement : les Pacos ne sont plus des jokers et la valeur de dés enchérie par celui qui commence ne peut plus être changée. De plus, celui qui commence peut parier sur les Pacos, puisqu'ils sont alors des valeurs normales.
En résumé, le premier joueur annonce par exemple 2 cinq, et le suivant doit dire 3 cinq, 4 cinq ou plus ; ou dire Dudo. Seuls les cinq seront comptés, sans les Pacos.

## Règles additionnelles
Deux règles additionnelles peuvent venir enrichir le jeu

### Calza
Si un joueur pense que la dernière enchère est exacte, il peut annoncer Calza. S'il a tort (l'enchère n'est pas exacte), il perd un dé. S'il a raison, il gagne un dé, dans la limite des cinq dés de départ. Qu'il ait gagné ou perdu un dé, c'est lui qui démarre la manche suivante. Celui qui a dit l'enchère annoncée comme exacte ne risque rien, même si son enchère est erronée ; seul celui qui a dit Calza risque de voir son nombre de dés évoluer.
Utiliser cette règle additionnelle ralentit le jeu. Il est d'usage d'interdire d'utiliser le Calza quand il n'y a plus que deux joueurs survivants face à face.

### Salsa
Avec cette règle, n'importe qui peut surenchérir sur n'importe qui au mépris de l'ordre traditionnel des aiguilles d'une montre. Si personne ne se décide, c'est néanmoins le joueur suivant selon l'ordre naturel qui sera obligé de parler.
Cette règle permet d'accélérer la partie. Elle est déconseillée aux nouveaux joueurs, qui risquent d'être noyés dans leur réflexion et de ne pas réussir à prendre la parole. Une bonne stratégie avec cette règle est de tenter d'éliminer systématiquement le joueur suivant en prenant la parole souvent sur des enchères qui donnent des dilemmes cornéliens au joueur suivant. C'est néanmoins une stratégie à double tranchant qui dépend grandement de la psychologie adverse.

## Autour du jeu
Ce jeu était particulièrement apprécié par les joueurs de l'équipe de France de football lors de la coupe du monde 2018.